# 阿根廷号巡洋舰
阿根廷号巡洋舰（[ARA La Argentina] 错误：{{Lang}}：文本有斜体标记（帮助））是英国维克斯公司按1934年批准的1935年合约建造的一条轻巡洋舰，主要是给阿根廷海军训练海军预官用，共花了六百万比索。在弗内斯半岛的巴罗市建造。1936年1月11日铺龙骨，1937年3月16下水，1939年1月31完工，但是随即由于英海军扩军而推迟交付。1972年除藉。